# Eliminatoria a la Eurocopa Sub-18 1986
La Eliminatoria al Campeonato Europeo Sub-18 1986 fue la ronda de clasificación que disputaron 32 selecciones juveniles de Europa para definir a los 8 clasificados a la fase final del torneo a disputarse en Yugoslavia en octubre de 1986.
Se redujo la cantidad de participantes a la fase final de 16 a 8, con lo que la eliminatoria fue más larga y se jugó con 8 grupos de 4 equipos cada uno, donde el vencedor de cada grupo clasificó a la fase final de la eliminatoria mundialista.

## Grupo 1
| País       | J | G | E | P | GF | GC | GD  | Pts |
| ---------- | - | - | - | - | -- | -- | --- | --- |
| Escocia    | 6 | 5 | 1 | 0 | 12 | 3  | +9  | 11  |
| Irlanda    | 6 | 3 | 1 | 2 | 6  | 5  | +1  | 7   |
| Inglaterra | 6 | 3 | 0 | 3 | 14 | 10 | +4  | 6   |
| Islandia   | 6 | 0 | 0 | 6 | 4  | 18 | –14 | 0   |

|  | Inglaterra | 5–3 | Islandia   |
|  | Inglaterra | 1–2 | Escocia    |
|  | Irlanda    | 1–0 | Inglaterra |
|  | Escocia    | 1–1 | Irlanda    |
|  | Islandia   | 0–2 | Escocia    |
|  | Islandia   | 1–2 | Irlanda    |
|  | Islandia   | 0–5 | Inglaterra |
|  | Irlanda    | 2–0 | Islandia   |
|  | Escocia    | 2–0 | Islandia   |
|  | Irlanda    | 0–1 | Escocia    |
|  | Inglaterra | 2–0 | Irlanda    |
|  | Escocia    | 4–1 | Inglaterra |

## Grupo 2
| País              | J | G | E | P | GF | GC | GD | Pts |
| ----------------- | - | - | - | - | -- | -- | -- | --- |
| Bélgica           | 6 | 2 | 4 | 0 | 11 | 7  | +4 | 8   |
| Países Bajos      | 6 | 3 | 2 | 1 | 11 | 9  | +2 | 8   |
| Gales             | 6 | 2 | 2 | 2 | 9  | 8  | +1 | 6   |
| Irlanda del Norte | 6 | 0 | 2 | 4 | 5  | 12 | –7 | 2   |

|  | Bélgica           | 3–1 | Países Bajos      |
|  | Irlanda del Norte | 1–2 | Gales             |
|  | Gales             | 0–1 | Países Bajos      |
|  | Países Bajos      | 2–1 | Irlanda del Norte |
|  | Bélgica           | 0–0 | Irlanda del Norte |
|  | Gales             | 3–3 | Bélgica           |
|  | Países Bajos      | 2–2 | Bélgica           |
|  | Gales             | 3–0 | Irlanda del Norte |
|  | Irlanda del Norte | 1–1 | Bélgica           |
|  | Países Bajos      | 1–1 | Gales             |
|  | Bélgica           | 2–0 | Gales             |
|  | Irlanda del Norte | 2–4 | Países Bajos      |

## Grupo 3
| País       | J | G | E | P | GF | GC | GD  | Pts |
| ---------- | - | - | - | - | -- | -- | --- | --- |
| Yugoslavia | 6 | 4 | 1 | 1 | 21 | 4  | +17 | 9   |
| Francia    | 6 | 3 | 3 | 0 | 20 | 3  | +17 | 9   |
| España     | 6 | 2 | 2 | 2 | 7  | 8  | –1  | 6   |
| Luxemburgo | 6 | 0 | 0 | 6 | 1  | 34 | –33 | 0   |

|  | Yugoslavia | 3–0  | España     |
|  | Luxemburgo | 0–4  | Francia    |
|  | Yugoslavia | 8–0  | Luxemburgo |
|  | Yugoslavia | 1–2  | Francia    |
|  | España     | 3–0  | Luxemburgo |
|  | Francia    | 1–1  | España     |
|  | Luxemburgo | 0–1  | España     |
|  | Luxemburgo | 1–6  | Yugoslavia |
|  | España     | 1–1  | Francia    |
|  | Francia    | 0–0  | Yugoslavia |
|  | España     | 1–3  | Yugoslavia |
|  | Francia    | 12–0 | Luxemburgo |

## Grupo 4
| País     | J | G | E | P | GF | GC | GD  | Pts |
| -------- | - | - | - | - | -- | -- | --- | --- |
| Italia   | 6 | 5 | 0 | 1 | 19 | 4  | +15 | 10  |
| Austria  | 6 | 4 | 0 | 2 | 18 | 10 | +8  | 8   |
| Portugal | 6 | 3 | 0 | 3 | 12 | 8  | +4  | 6   |
| Malta    | 6 | 0 | 0 | 6 | 0  | 27 | –27 | 0   |

|  | Portugal | 0–2 | Italia   |
|  | Malta    | 0–2 | Portugal |
|  | Portugal | 0–3 | Austria  |
|  | Malta    | 0–5 | Italia   |
|  | Austria  | 3–0 | Malta    |
|  | Austria  | 2–1 | Italia   |
|  | Portugal | 6–0 | Malta    |
|  | Austria  | 1–4 | Portugal |
|  | Italia   | 4–0 | Malta    |
|  | Italia   | 2–0 | Portugal |
|  | Malta    | 0–7 | Austria  |
|  | Italia   | 5–2 | Austria  |

## Grupo 5
| País             | J | G | E | P | GF | GC | GD  | Pts |
| ---------------- | - | - | - | - | -- | -- | --- | --- |
| Alemania Federal | 6 | 6 | 0 | 0 | 15 | 2  | +13 | 12  |
| Suiza            | 5 | 1 | 2 | 2 | 5  | 7  | –2  | 4   |
| Polonia          | 5 | 0 | 3 | 2 | 3  | 8  | –5  | 3   |
| Dinamarca        | 6 | 0 | 3 | 3 | 6  | 12 | –6  | 3   |

|  | Suiza            | 3–1        | Dinamarca        |
|  | Alemania Federal | 2–0        | Suiza            |
|  | Suiza            | 1–1        | Polonia          |
|  | Dinamarca        | 1–3        | Alemania Federal |
|  | Polonia          | 0–2        | Alemania Federal |
|  | Polonia          | 0–0        | Dinamarca        |
|  | Dinamarca        | 1–1        | Suiza            |
|  | Suiza            | 0–2        | Alemania Federal |
|  | Dinamarca        | 2–2        | Polonia          |
|  | Alemania Federal | 3–1        | Dinamarca        |
|  | Alemania Federal | 3–0        | Polonia          |
|  | Polonia          | no se jugó | Suiza            |

## Grupo 6
| País                 | J | G | E | P | GF | GC | GD | Pts |
| -------------------- | - | - | - | - | -- | -- | -- | --- |
| Alemania Democrática | 6 | 4 | 2 | 0 | 7  | 2  | +5 | 10  |
| Suecia               | 6 | 3 | 2 | 1 | 8  | 3  | +5 | 8   |
| Finlandia            | 6 | 1 | 1 | 4 | 5  | 10 | –5 | 3   |
| Noruega              | 6 | 1 | 1 | 4 | 3  | 8  | –5 | 3   |

|  | Noruega              | 0–1 | Suecia               |
|  | Finlandia            | 0–1 | Noruega              |
|  | Alemania Democrática | 1–0 | Noruega              |
|  | Alemania Democrática | 2–1 | Suecia               |
|  | Finlandia            | 0–1 | Alemania Democrática |
|  | Suecia               | 1–1 | Finlandia            |
|  | Suecia               | 1–0 | Noruega              |
|  | Noruega              | 1–4 | Finlandia            |
|  | Alemania Democrática | 2–0 | Finlandia            |
|  | Finlandia            | 0–4 | Suecia               |
|  | Noruega              | 1–1 | Alemania Democrática |
|  | Suecia               | 0–0 | Alemania Democrática |

## Grupo 7
| País     | J | G | E | P | GF | GC | GD  | Pts |
| -------- | - | - | - | - | -- | -- | --- | --- |
| Bulgaria | 6 | 4 | 1 | 1 | 19 | 6  | +13 | 9   |
| Hungría  | 6 | 4 | 0 | 2 | 10 | 3  | +7  | 8   |
| Grecia   | 6 | 3 | 1 | 2 | 11 | 12 | –1  | 7   |
| Chipre   | 6 | 0 | 0 | 6 | 5  | 24 | –19 | 0   |

|  | Chipre   | 1–4 | Hungría  |
|  | Chipre   | 1–5 | Bulgaria |
|  | Chipre   | 1–4 | Grecia   |
|  | Bulgaria | 0–2 | Hungría  |
|  | Hungría  | 2–0 | Grecia   |
|  | Bulgaria | 5–1 | Grecia   |
|  | Grecia   | 2–2 | Bulgaria |
|  | Hungría  | 0–1 | Bulgaria |
|  | Grecia   | 3–2 | Chipre   |
|  | Grecia   | 1–0 | Hungría  |
|  | Bulgaria | 6–0 | Chipre   |
|  | Hungría  | 2–0 | Chipre   |

## Grupo 8
| País            | J | G | E | P | GF | GC | GD | Pts |
| --------------- | - | - | - | - | -- | -- | -- | --- |
| Rumania         | 6 | 4 | 1 | 1 | 10 | 5  | +5 | 9   |
| Checoslovaquia  | 6 | 2 | 2 | 2 | 6  | 6  | 0  | 6   |
| Unión Soviética | 6 | 1 | 3 | 2 | 8  | 8  | 0  | 5   |
| Turquía         | 6 | 1 | 2 | 3 | 3  | 8  | –5 | 4   |

|  | Turquía         | 0–1 | Rumania         |
|  | Checoslovaquia  | 1–0 | Turquía         |
|  | Checoslovaquia  | 2–0 | Rumania         |
|  | Turquía         | 1–1 | Unión Soviética |
|  | Rumania         | 3–2 | Unión Soviética |
|  | Unión Soviética | 2–0 | Checoslovaquia  |
|  | Checoslovaquia  | 2–2 | Unión Soviética |
|  | Rumania         | 1–0 | Checoslovaquia  |
|  | Rumania         | 4–0 | Turquía         |
|  | Turquía         | 1–1 | Checoslovaquia  |
|  | Unión Soviética | 1–1 | Rumania         |
|  | Unión Soviética | 0–1 | Turquía         |